# Sergio Paganella
Sergio Paganella, (nacido el 11 de agosto de 1911 en Mantova y fallecido el 2 de junio de 1992 en Milán) fue un jugador y entrenador de baloncesto italiano. Fue medalla de plata con Italia en el Eurobasket de Letonia 1937.

## Trayectoria
- Santo Stefano Milano
- Olimpia Milano (1935-1940)

## Palmarés
- LEGA: 2

Olimpia Milano: 1935-1936, 1936-1937, 1937-1938, 1938-1939
- Campeonato italiano femenino: 1

Canottieri Milano: 1942-1943